# ZTF J1901+1458
ZTF J1901+1458 (apelidada de Z; formalmente ZTF J190132.9+145808.7; Gaia ID 4506869128279648512) é uma anã branca, a cerca de 135 anos-luz de distância aproximadamente na direção de Epsilon Aquilae, descoberta pelo Zwicky Transient Facility por volta de 2021. É a anã branca mais massiva já encontrada, tendo 1,35 vezes a massa do Sol, próximo ao limite de massa de uma anã branca (Limite de Chandrasekhar). Seu raio é de cerca de 1 809 km (1 120 mi), aproximadamente do tamanho da lua de Júpiter Io, e gira uma vez a cada 7 minutos.
A taxa extrema de rotação do objeto é difícil de explicar sem supor que ZTF J1901+1458 seja o resultado de uma fusão de anãs brancas, próximo ao limite de massa superior de um produto final estável.